# Sex v reklamě

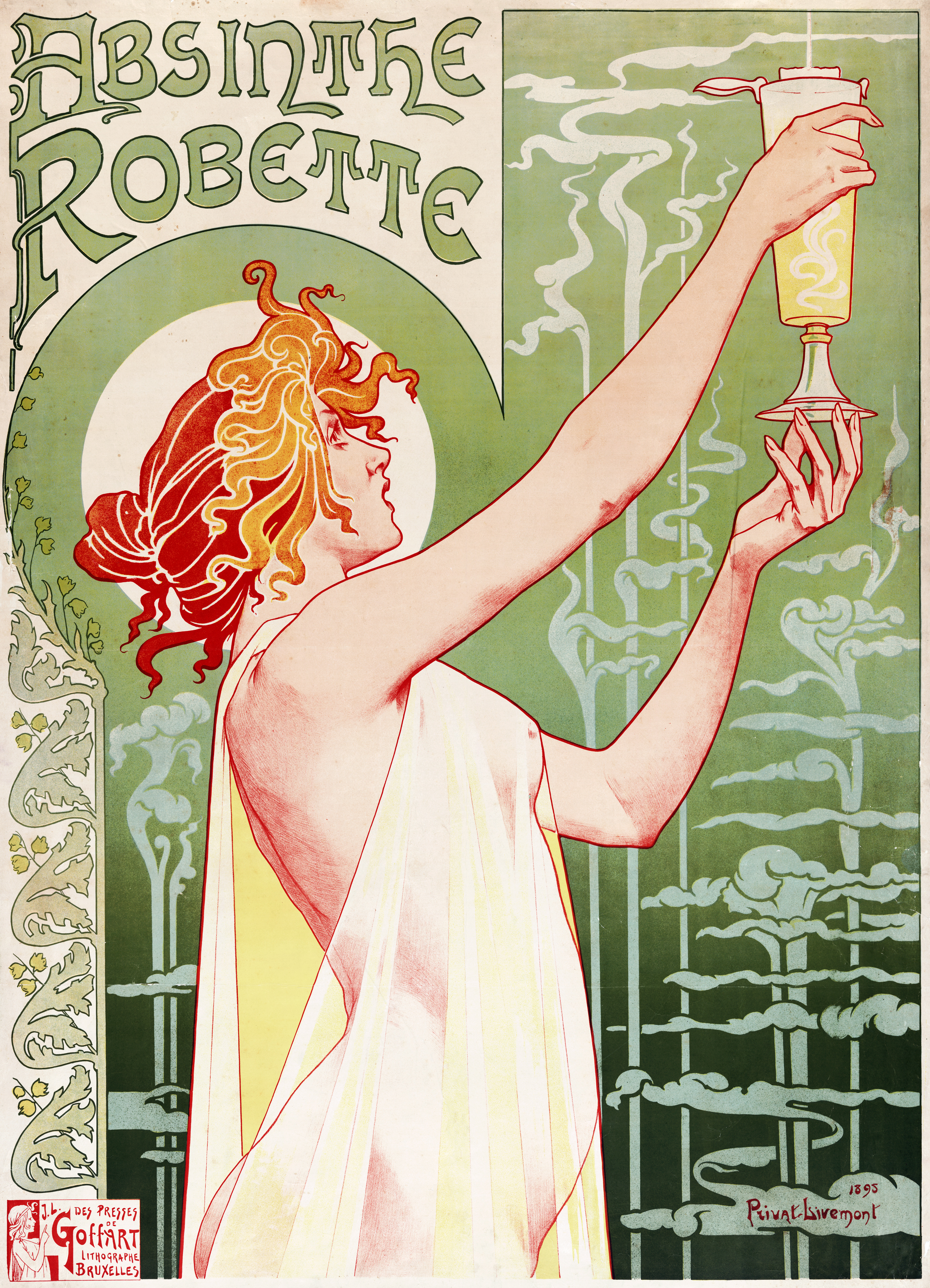
Henri Privat-Livemont: Absinthe Robette, 1896

Sex v reklamě pojednává o využívání sexu, sexuálních prvků a erotiky v reklamě.

## Popis
Existuje jen tenká hranice mezi erotikou a sexem. Tedy co je ještě považováno za erotiku a co už hraničí s pornografií? Na tuto otázku je těžké odpovědět, a to jak v běžném životě, tak i v reklamě. Tento názor je subjektivní a každý tuto hranici vnímá rozdílně. Tuto hranici v České republice hlídá Rada pro reklamu, která hodnotí sdělení podle toho, zda již reklama nehraničí s ohrožováním dobrých mravů. Všechna sdělení a toho erotického předně, jsou vnímána rozdílně nejen podle jednotlivých druhů médií, ale například na základě preferencí příjemců reklamy, kteří jsou také ovlivněni zvyklostmi a kulturou země, v které žijí.
V současné době se nahota v reklamách objevuje často a převážně ani nemá přímou souvislost s nabízeným produktem. Například reklama, kde nahá slečna umývá auto, nenaplní primární cíl firmy – tedy propagace svého produktu, i když si to zpočátku myslí. Lidé si totiž všimnou nahé krásky, ale už ne značky auta, nad kterým slečna pózuje. Příjemce si tedy zapamatuje motiv, nikoliv produkt nebo značku. Existují však i reklamy, kde je nahota v reklamě relevantní, například na kosmetické výrobky či na farmaceutické výrobky.

## Historie

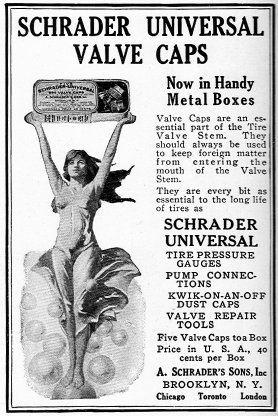
Krásné ženy často doplňují reklamu na různé produkty, 1921

Protože článek vychází zejména z prací amerických autorů, ohraničení etap historického vývoje erotiky v reklamě vychází z vývoje v USA:

### 1. Etapa:Americká válka za nezávislost–Americká občanská válka
Až do roku 1850 se na reklamních objektech objevovaly převážně ilustrace krásných dívek a žen, tzv. „pretty viros“. Ženy byly zoobrazovány i s celým tělem až po občanské válce. Reklama byla v této době výhradně ilustrovaná, postupem času se tyto ilustrace stávaly čím dál věrnější realitě. S rozvojem a rozmachem tisku těchto krásných žen a dívek přibývalo, příkladem mohou být tzv. „pin-up viros“, což jsou plakáty spořeji oděných dívek, které byly vkládány například do novin. Zařazením takovýchto plakátu do tiskovin se prodejci snažili o zvýšení prodeje.

### 2. Etapa:Americká občanská válka–první světová válka
Právě v této etapě nastává zlatý věk velkoplošných reklamních vyobrazení žen.
V USA může být úspěšným příkladem reklama společnosti Coca-Cola, která původní plakáty od devadesátých let 19. století nahrazovala velkoplošnými plakáty krásných dívek a žen více či méně oblečených.
Ve stejném období se změny daly vypozorovat i v Evropě, kde se začaly stále častěji objevovat reklamy s vyobrazením secesních žen. Právě v této době vytvářel svá vrcholná díla i Alfons Mucha, jehož obrazy byly využívány právě i jako reklama.
V tomto období se razantně zvyšuje počet bulvárních plátků a zároveň přichází i čas filmových hvězd. Reklama tvoří na přelomu století asi dvě třetiny příjmů vydavatelů novin a časopisů. Zároveň se v této době rozvíjí barevný tisk, čímž tiskoviny získávají vzhled podobný současnému. Reklama měla ukázat speciální vlastnost daného produktu či nabízené služby, které se lišily specifickým obalem, image a značkou.
Velký úspěch v tomto období zaznamenala například reklama na pleťové mýdlo Woodbury's Facial soap, kterou tvořil atraktivní objímající se pár a slogan: „Zamilujete si dotýkat se této kůže“.

### 3. Etapa:první světová válka–druhá světová válka
Období mezi první a druhou světovou válkou bylo poznamenáno velkou hospodářskou krizí, což se projevilo i na reklamě, protože prodejci měli pouze omezené prostředky. V této době se zároveň stává rádio dostupné pro mnohé domácnosti, které pak bylo možné využívat pro masovou reklamu.
Prodejci ve svých reklamách využívají vyobrazení spoře oděných žen nejen pro prodej prádla, ale i pro prodej domácích spotřebičů apod. Dále se prodejci zaměřují na podporu prodeje typicky mužských produktů, kde příkladem mohou být reklamy na automobil, ve kterých figurují spoře oděné ženy.
Ve 30. letech do reklam vtrhla fotografie. První velkou fotografickou reklamou založenou na nahotě předvedla společnost Cannon Mills, která vyráběla různé prádlo pro domácnosti.

### 4. Etapa: druhá světová válka – 80. léta 20. století
Již v 50. letech 20. století definitivně končí éra ilustrovaných reklam a v plném proudu je nahrazují fotografické reklamy. Dříve se ženy vyskytovaly především v reklamách na spodní prádlo nebo parfémy. Od 70. let se však erotika a sex začala používat jako prostředek k upoutání pozornosti na výrobky, které neměly se spodním prádlem nic společného. Od této doby se erotické náznaky objevují v reklamě čím dál častěji.

## Vnímání reklamy s erotickým podtextem
Vnímání erotických reklam se liší dle pohlaví, osobnosti, aktuálního prostředí jedince či sexuální orientace. Neexistuje tedy jednotný obraz reklamy, který by oslovil a byl příjemný všem skupinám příjemců.
Z psychologického hlediska je obraz erotiky a sexu v reklamě spjat především s otázkami morálky a slušnosti. Každý člověk má subjektivní názor na to, co pokládá za morálku a co nikoliv. Reklama by tedy měla tuto skutečnost brát v potaz a respektovat odlišné vnímání jednotlivců. Součástí Listiny základních práv a svobod je i formulace „Každý má právo, aby byla zachována jeho lidská důstojnost, osobní čest, dobrá pověst a chráněno jeho jméno“. Zadavatel i tvůrce reklamy by měli tyto práva respektovat, a to u všech zúčastněných osob. Měla by být zachována i důstojnost příjemce, tedy aby pro něj reklama nepředstavovala pohoršení. V tom případě by reklama nesplňovala svůj účel přitáhnout potenciální zákazníky, ale naopak by je mohla odradit.
Tam, kde reklama působí neeticky a amorálně, ale stále v souladu s legislativou, má právo zasáhnout Rada pro reklamu.

## Právní úprava

### Listina základních práv a svobod
Dle listiny základních práv a svobod (zákon č. 2/1993 Sb. ve znění ústavního zákona č. 162/1998 Sb.) má každý jedinec právo, aby byla zachována jeho lidská důstojnost, osobní čest, dobrá pověst a chráněno jeho jméno. Mezi etickou vhodností a nevhodností je velmi tenká hranice, posouzení příhodnosti užití těch kterých prvků záleží vždy na subjektivním posouzení jedince. Přesto je zde snaha tuto reklamu regulovat a udržovat ji v určité přípustné míře. Důležitými nástroji určenými k regulaci je právo veřejné a soukromé a mimoprávní nástroj samoregulace.

### Zákon o regulaci reklamy
Zákon o regulaci reklamy (zákon č.40/1995 Sb. ve znění pozdějších předpisů, §1, odst. 2):

Definice reklamy: „Reklamou se rozumí oznámení, předvedení či jiná prezentace šířené zejména komunikačními médii, mající za cíl podporu podnikatelské činnosti, zejména podporu spotřeby nebo prodeje zboží, výstavby, pronájmu nebo prodeje nemovitostí, prodeje nebo využití práv nebo závazků, podporu poskytování služeb, propagaci ochranné známky, pokud dále není stanoveno jinak.“
Obsah sdělení reklamy nesmí být v rozporu s dobrými mravy. Nesmí ohrožovat obecně nepřijatelným způsobem mravnost nebo snižovat lidskou důstojnost a obsahovat prvky pornografie. Dobré mravy jsou posuzovány vždy vzhledem k danému času, místu s přihlédnutím ke všem dalším okolnostem a povaze konkrétního případu. Ke snížení lidské důstojnosti dochází zejména u určitých skupin obyvatel, často se tak děje právě ve vztahu k ženám.

### Zákon o provozování rozhlasového a televizního vysílání
(zákon č. 231/2001 Sb. ve znění pozdějších předpisů, §2, odst. 1 n): „Reklamou je jakékoli veřejné oznámení, vysílané za úplatu nebo jinou protihodnotu nebo vysílané za účelem vlastní propagace provozovatele vysílání, určené k podpoře prodeje, nákupu nebo pronájmu výrobků nebo služeb, včetně nemovitého majetku, práv a závazků“
Reklamy nesmí podporovat chování ohrožující morálku či mravní vývoj dětí, dále nesmí snižovat úctu k lidské důstojnosti a nesmí diskriminovat část společnosti, například určité pohlaví atd. Provozovatel vysílání je dále nucen zajistit, aby se reklamy na erotické služby a výrobky neobjevily ve vysílání v čase 06:00-22:00 hodin.

### Zákon o ochraně spotřebitele
Zákon o ochraně spotřebitele (zákon č.634/1992 Sb. ve znění pozdějších předpisů) neobsahuje přímo konkrétní regulaci reklamy, ale obsahuje ustanovení, které se reklamy přímo nebo nepřímo týkají. Jedná se například o zákaz nekalých obchodních praktik, mezi které patří zejména klamavé a agresivní obchodní praktiky. Agresivní praktiky se posuzují subjektivně, a to na základě jejich načasování, umístění, době trvání působení i na způsobu jednání. Sexistické reklamy tedy mohou být zařazeny mezi agresivní.

### Samoregulace reklamy
Samoregulace reklamy se provádí prostřednictvím podnikatelských subjektů, které si jsou velmi dobře vědomi nutnosti nepřekročit společenské a právní normy.
Dalším prvkem seberegulace jsou reklamní agentury, které reklamu vytváří. Nevhodně zvolené reklamní sdělení jim vytvoří špatnou pověst, a to zejména pokud se nevhodnost reklamního sdělení řeší v médiích a na problém se veřejně poukazuje. Samotné společnosti i reklamní agentury se tomuto tématu velmi věnují. Většinou mají právní oddělení, které hlídá dodržování všech právních předpisů a etických norem.

## Galerie

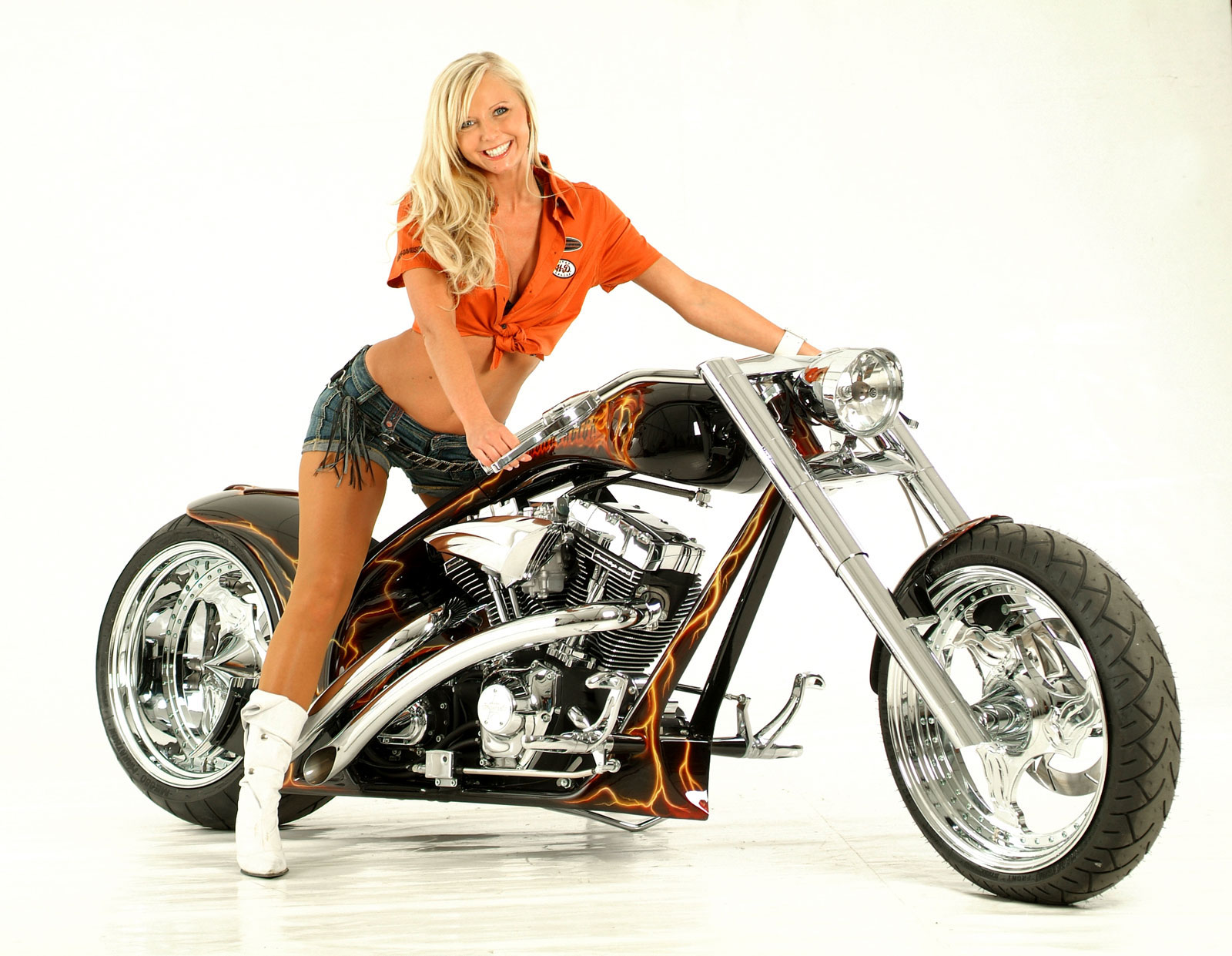
Motocykl Thunderbike, 2008